# Виксинселькя
Виксинселькя (фин. Viiksinselkä) — крупное озеро на границе Финляндии (коммуна Иломантси) и России (Республика Карелия, Суоярвский район). Российско-финляндская граница проходит по островам Тарраассиинсаари (фин. Tarraassiinsaari), Хяркясаари (фин. Härkäsaari) и Китеенсаари (фин. Kiteensaari) в озере Виксинселькя.
Высота береговой линии 145,1 м над уровнем моря.
Впадают реки Волгайоки, Толвайоки, Кивиоя. Через систему рек и озёр, расположенных на территории Финляндии, воды Виксинселькя попадают в реку Койтайоки.
Со стороны Финляндии у озера расположены селения Мунталахти, Нехвонниеми.
Код водного объекта в государственном водном реестре — 01050000111102000011820.